# Maria Luís Albuquerque
Maria Luís Casanova Morgado Dias de Albuquerque (Braga, 16 settembre 1967) è una politica portoghese, Commissaria europea per i servizi finanziari e l'unione dei risparmi e degli investimenti nella Commissione von der Leyen II dal 2024. In precedenza, ha ricoperto la carica di Ministra delle Finanze nel governo di Pedro Passos Coelho dal  2013 al 2015 e di deputata dell'Assemblea della Repubblica dal 2011 al 2019. Aderisce al Partito Social Democratico.

## Biografia
Albuquerque è sposata e ha tre figli. Si è laureata in Economia nel 1991 presso la Universidade Lusíada di Lisbona e ha conseguito la laurea in Economia monetaria e finanziaria presso l'Università Tecnica di Lisbona.

### Incarichi di governo in Portogallo (1996-2013)
Ha lavorato presso la Direzione Generale del Tesoro dal 1996 al 1999, presso l'ufficio di Studi Tecnici Superiori e Previsioni Economiche del Ministero dell'Economia dal 1999 al 2001 e come consulente al Segretario di Stato per il Tesoro e le Finanze nel 2001. Tra il 2001 e il 2007 è Direttrice del Dipartimento di Gestione Finanziaria di REFER, l'impresa pubblica dell'infrastruttura ferroviaria. Dal 2007 al 2011 è stata Capo del Dipartimento Emittenti e Mercati dell'Agenzia Portoghese per la Gestione del Debito. Era docente presso l'Universidade Lusíada tra il 1991 e il 2006.
Durante il XIX governo costituzionale, Maria Luís Albuquerque ha ricoperto la carica di segretaria di Stato per il tesoro e le finanze tra il giugno 2011 e l'ottobre 2012, e quella di segretaria di Stato per il tesoro tra ottobre 2012 e giugno 2013. In tale qualità ha seguito le questioni dell'Ecofin. 
È la seconda donna ministra delle finanze in Portogallo, dopo Manuela Ferreira Leite.

### Ministra delle Finanze della Repubblica Portoghese (2013-2015)
Come ministra delle finanze, Albuquerque ha sostenuto il programma di riforma promosso dai creditori portoghesi e messo in atto da Gaspar.  Nel gennaio del 2015, ha annunciato che il Portogallo avrebbe seguito l'Irlanda con un rimborso anticipato di prestiti di salvataggio dal Fondo monetario internazionale dopo che i costi di prestito sono diminuiti e il paese è stato in grado di vendere titoli di 30 anni. All'epoca l'economia del Portogallo era di nuovo in crescita, dopo una recessione di tre anni causata da una crisi del debito e dall'austerità.
Inoltre, nel 2014, Albuquerque ha sostenuto il fondo di risoluzioni bancarie del Portogallo (Fundo de Resolução), stanziando 5,3 miliardi di euro nei prestiti del Tesoro. All'inizio di agosto 2014, ha speso 4,9 miliardi di euro per salvare Banco Espírito Santo, il secondo prestatore del paese, in gran parte da fondi pubblici. La banca è stata divisa in una banca normale denominata Novo Banco e una "banca cattiva" che ha ereditato il debito non servito.
Nella sua posizione di ministra delle finanze, Albuquerque è stata anche membro del consiglio dei governatori presso la Banca africana di sviluppo, il meccanismo europeo di stabilità e la Banca europea per gli investimenti.
Dopo la sconfitta del partito alle elezioni nazionali del 2015, Maria Luís Albuquerque ha lasciato il suo ufficio di ministra delle finanze ed è diventata amministratrice non esecutiva presso Arrow Global, un fornitore basato su UK per la gestione del debito e la gestione dei crediti. È entrata a far parte del Comitato Audit & Risk.

### Commissaria Europea per i servizi finanziari e l'Unione dei risparmi e degli investimenti (2024-)
Il 28 agosto 2024, Albuquerque viene proposta come candidata Commissaria Europea nella nuova Commissione von der Leyen II dal governo portoghese guidato da Luís Montenegro, esponente del Partito Social Democratico.
Il 17 settembre 2024, Ursula von der Leyen, nell'ambito della presentazione dei portafogli e dei Commissari Europei, ha affidato ad Albuquerque il ruolo di Commissaria europea per i servizi finanziari e l'unione dei risparmi e degli investimenti.